# Ркацители
Ркацители (на грузински: რქაწითელი, в превод „червена лоза“) е винен сорт грозде, произхождащ от Грузия, широко разространен сред бившите съветски републики, както и в България, Румъния и дори и в САЩ и Китай. В България е райониран и площите му заемат значителни размери.
Предпочита наклонените места със свежи почви. Зрее през втората половина на септември. Устойчив на гниене. При по-силно натоварване дава добра реколта. Сравнително устойчив е на гниене, суша и студ.
Гроздът е среден, цилиндричен, или цилиндрично-коничен, понякога двуосен, с едно крило, полусбит. Зърната са средни, овални, зеленикавожьлти. При добро узряване придобива сиворозов оттенък. Ципата е тънка, жилава. Месото е сочно, с хармоничен вкус.
От гроздето на този сорт се приготвят висококачествени бели трапезни и десертни вина, шампански и конячен виноматериал. Вината му се отличават със светло-сламен цвят, лек, свеж, хармоничен вкус и изразен букет след стареене.